# 伊斯特拉半島

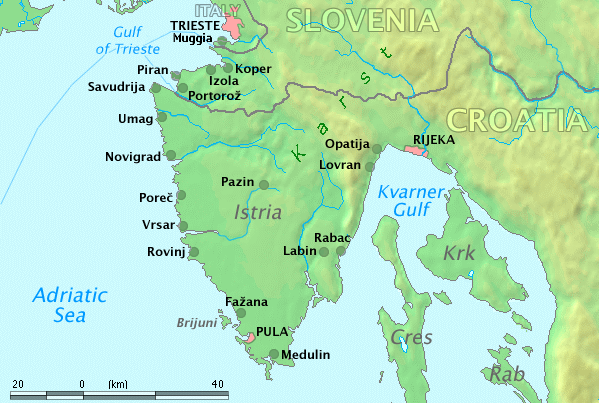
伊斯特拉半岛

伊斯特拉半島（克羅地亞語、斯洛文尼亞語：Istra），又称伊斯特里亚（義大利語、威尼托語：Istria），是歐洲亞德里亞海東北岸的一個三角形半島。西临威尼斯湾。

## 地理
西北臨特里亞斯特灣（的里雅斯特灣）；東臨克瓦內爾灣，有著達爾馬提亞式海岸島嶼星羅棋布的特徵。北部以契恰里亚山脉与大陆相连。該半島代表的都市是位於半島根部，屬於斯洛維尼亞的科佩爾。

## 歷史
約在西元前2世紀左右伊斯特拉半島被古羅馬給征服，先後經過拜占庭帝國、倫巴底王國和威尼斯共和國統治。於1815年亞得里亞海沿岸原屬於威尼斯領土的部份，完全被奧匈帝國給併吞，因此整個半島成為奧匈帝國的領土。
在這之間，伊斯特拉半島有義大利人、斯洛維尼亞人、克羅埃西亞人混居期間；但是，在後述的義大利民族主義高漲之前，包括北部義大利都是屬於奧匈帝國的領土，因此民族之間難有對立的情況。
1861年發生的義大利統一運動結束，義大利王國成立。之後義大利試著奪回伊斯特拉半島等原屬於威尼斯共和國的領土，該運動被稱為「尚未收復的義大利」。
1914年發生第一次世界大戰，原屬於三國同盟的義大利，希望藉由和奧匈帝國宣戰而奪回「尚未收復的義大利」，因此在1915年加入協約國。在一次大戰時，奧匈帝國和義大利的主要戰線在於伊斯特拉半島西側，位於今天義大利和斯洛維尼亞國界的伊松佐河（索洽河）所包圍的地區。1918年大戰結束，根據拉巴洛條約，伊斯特拉半島全部回歸義大利王國統治，直到1945年二次世界大戰結束。
在二次大戰義大利無條件投降之後，德國實際上支配了伊斯特拉半島。在德國投降之前，盟軍從義大利北側、狄托率領南斯拉夫民族解放軍攻入第里雅斯特。

### 近代的領土紛爭
二次大戰後，根据意大利和约，第里雅斯特北部為以英軍為主體的盟軍佔領，南部的區域則被南斯拉夫軍隊佔領。這造成了日後意大利和南斯拉夫對於第里雅斯特所有權的紛爭。當時因為南斯拉夫完全被視為蘇聯的同路人，因此英、美兩國無法把第里雅斯特「讓」給南斯拉夫。對於南斯拉夫來講，這也是讓斯洛文尼亞能在亞得里亞海取得一個出海口的重要問題，因此不會讓步。
這個問題之後交由聯合國裁決，於1947年包含現在義大利和斯洛維尼亞領土的地區，由聯合國安全理事會管理，成立非武裝的中立地區。之後英國所佔領的第里雅斯特中心地區被稱為「A區」、南斯拉夫所佔領的區域被稱為「B區」。之後因為冷戰激化的關係，A、B兩地人為切斷了經濟交流和人民的往來。1952年，安全理事會結束代管，英美兩國將「A區」的治理權交由義大利。之後兩國領土的問題在1954年的倫敦條約中獲得解決，確認了現在義大利和斯洛文尼亞、克羅地亞的邊界。最後1975年，在奧西莫條約中，義大利正式放棄了「B區」的治理權。
至於斯洛維尼亞和克羅埃西亞的國界，則是在1946年南斯拉夫制定轄下各共和國和自治州的邊界時確定的。這條邊界線在1991年斯洛維尼亞和克羅埃西亞兩國從南斯拉夫獨立時，依舊沿用下去。

### 行政區域劃分
義大利
- 弗留利-威尼斯朱利亞－的里雅斯特省

斯洛維尼亞
斯洛維尼亞的地方自治體最高單位為「市」。
- 科佩爾
- 波特羅修
- 皮蘭
- 迪瓦恰

克羅埃西亞
- 濱海和山區縣
- 利卡-塞尼縣
- 伊斯特拉縣
  - 普拉